# Femića Krš
Femića Krš este un sat din comuna Bijelo Polje, Muntenegru. Conform datelor de la recensământul din 2003, localitatea are 522 de locuitori (la recensământul din 1991 erau 512 locuitori).

## Demografie
În satul Femića Krš locuiesc 401 persoane adulte, iar vârsta medie a populației este de 37,5 de ani (34,8 la bărbați și 40,9 la femei). În localitate sunt 176 de gospodării, iar numărul mediu de membri în gospodărie este de 2,97.
Această localitate este populată majoritar de sârbi (conform recensământului din 2003).
|  |

| Demografie | Demografie | Demografie |
| An         | Locuitori  | Locuitori  |
| ---------- | ---------- | ---------- |
|            |            |            |
|            |            |            |
|            |            |            |
|            |            |            |
| 1948       | 500        |            |
| 1953       | 585        |            |
| 1961       | 674        |            |
| 1971       | 681        |            |
| 1981       | 617        |            |
| 1991       | 512        | 507        |
| 2003       | 531        | 522        |

| \| Componența etnică conform recensământului din 2003[2] \| Componența etnică conform recensământului din 2003[2] \| Componența etnică conform recensământului din 2003[2] \| Componența etnică conform recensământului din 2003[2] \| Componența etnică conform recensământului din 2003[2] \| \| ----------------------------------------------------- \| ----------------------------------------------------- \| ----------------------------------------------------- \| ----------------------------------------------------- \| ----------------------------------------------------- \| \| \| \| \| \| \| \| Sârbi \| Sârbi \| \| 375 \| 71,83% \| \| Muntenegreni \| Muntenegreni \| \| 136 \| 26,05% \| \| Rusi \| Rusi \| \| 1 \| 0,19% \| \| necunoscută \| necunoscută \| \| 5 \| 0,95% \| |              |  |     |        |
| Componența etnică conform recensământului din 2003 |              |  |     |        |
| |              |  |     |        |
| Sârbi | Sârbi        |  | 375 | 71,83% |
| Muntenegreni | Muntenegreni |  | 136 | 26,05% |
| Rusi | Rusi         |  | 1   | 0,19%  |
| necunoscută | necunoscută  |  | 5   | 0,95%  |